# NBA 1961/62
Die NBA-Saison 1961/62 war die 16. Saison der National Basketball Association (NBA). Sie begann am Donnerstag, den 19. Oktober 1961, und endete regulär nach 360 Spielen am Mittwoch, den 14. März 1962. Die Postseason begann am Freitag, den 16. März, und endete am Mittwoch, den 18. April, mit 4—3 Finalsiegen der Boston Celtics über die Los Angeles Lakers.

## Saisonnotizen
- Die Saison 1961/62 ist aufgrund der hohen Zahl an noch heute gültigen Rekorden und unwirklich erscheinenden Einzelleistungen zahlreicher Akteure wie Wilt Chamberlain, Oscar Robertson, Elgin Baylor, Walt Bellamy und Bill Russell als Season of Giants (dt. „Gigantensaison“) in die Geschichte eingegangen.[1] Wilt Chamberlain und seine Rivalität mit Bill Russell hat die NBA vom Status einer Minor League zu einer Major League befördert und sie der Popularität von Major League Baseball und National Football League ein wenig näher gebracht.[2] Wilt Chamberlain machte am 8. Dezember 1961 bei drei Verlängerungen 78 Punkte gegen die Los Angeles Lakers und 73 Punkte gegen Chicago am 13. Januar 1962.[3] Lediglich Lakers-Legende Kobe Bryant übertraf diese Leistungen bisher mit 81 Punkten am 22. Januar 2006 gegen Toronto. Unerreicht und bizarr in der reinen Zahl sind aber Wilt Chamberlains 100 (in Worten: einhundert) Punkte gegen die New York Knickerbockers am 2. März 1962 in der Hershey Sports Arena, einer Mehrzweckhalle in Pennsylvanien, in der die Warriors zuvor zweimal in dieser Saison gespielt hatten.[4] Lediglich 4124 zahlende Zuschauer sahen den 169—147-Sieg der Philadelphia Warriors über das neuntbeste Team der Liga und kein Fernsehteam war vor Ort.[5] Wilt Chamberlain verwandelte 28 Freiwürfe, was nach ihm lediglich Adrian Dantley gelang und bemerkenswert für einen Spieler ist, der eine Freiwurfquote von wenig mehr als 50 % hatte. Ihm gelangen auch die meisten Punkte einer Halbzeit (59), der zweiten, und die meisten Körbe eines Spiels (36) und einer Halbzeit (22), der zweiten. Chamberlain nahm an jenem 2. März die meisten Schüsse eines Spiels (63), einer Halbzeit (37), der zweiten, und eines Viertels (21), dem vierten. Wilt Chamberlain revolutionierte und transformierte seinen Sport wie vor ihm lediglich Babe Ruth den Baseball.[6] In der „Gigantensaison“ erzielte Wilt 45 mal 50 oder mehr Punkte pro Spiel, also ungefähr 50 % mehr als Michael Jordan in dessen gesamter Karriere. Allein im Dezember siebenmal hintereinander. Chamberlain hatte 118 50+-Spiele in seiner Karriere, und damit mehr als Michael Jordan, Kobe Bryant, James Harden und Elgin Baylor zusammen (Stand: 2020). In jedem einzelnen Saisonspiel erzielte Chamberlain mehr als 20 Punkte und dies bis zum Januar 1963 sogar 126 mal hintereinander.[7] Bis zum heutigen Tag bleibt es schwierig, Chamberlains unerreichte Leistungen überhaupt zu realisieren und sie in den richtigen historischen Kontext zu stellen.[8]
- Mit den Chicago Packers bekam ein Expansionsteam ein Franchise zugesprochen. Die Zahl der Saisonspiele erhöhte sich auf 80. Damit spielten die Teams der Eastern Division zwölfmal gegen Gegner der eigenen Division und acht- oder neunmal gegen Teams der Western Division. Die Teams der Western Division spielten elf- oder zwölfmal gegen die eigene Division und acht- oder neunmal gegen die Eastern Division.
- Erster Draft-Pick in der NBA-Draft 1961 wurde Indiana Hoosier Walt Bellamy von der Indiana University Bloomington für das neugegründete Expansion Team der Chicago Packers.[9] Auch Bellamy, olympischer Goldmedaillengewinner von 1960 und damit ein zweifaches Mitglied der Naismith Memorial Basketball Hall of Fame legte Rekordwerte auf. Mit der saisonbesten Wurfquote erzielte er die nach Wilt Chamberlain zweitmeisten Punkte eines Rookies und wurde Dritter in der Zahl der Rebounds. Nur die Rookies Elvin Hayes und Kareem Abdul-Jabbar standen in ihren Premierenspielzeiten länger als seine 3344 Minuten auf dem Spielfeld.[10]
- Das zwölfte All-Star-Game fand am Dienstag, den 16. Januar 1962, vor 15.112 Zuschauern in der St. Louis Arena von St. Louis, Missouri statt. Fred Schaus’ Western All-Stars besiegten Red Auerbachs Eastern All-Stars mit 150—130. All-Star Game MVP wurde Lokallegende Bob Pettit von den St. Louis Hawks, der in diesem Spiel die meisten Rebounds aller All-Star-Games errang (27). Die Punkterekorde rissen in dieser Saison auch im All-Star-Game nicht ab. Wilt Chamberlain erzielte die zweitmeisten Punkte (42) aller Zeiten, hatte die meisten Freiwurfversuche (16) und Elgin Baylor die meisten verwandelten Freiwürfe (12).[11]
- Die Saisonrekorde schlugen sich auch in den Teamrekorden nieder: Keinen Bestand hatten die 14 in Serie gewonnenen Auswärtsspiele der Boston Celtics (davon vier aus der vorherigen Saison), die sieben gewonnenen Verlängerungsspiele der Los Angeles Lakers, die meisten Spiele mit 100 oder mehr Punkten in Folge innerhalb einer Saison der Syracuse Nationals (73) bzw. in saisonübergreifender Folge der Cincinnati Royals (81 zwischen dem 18. November 1960 und dem 21. November 1961). Auch die meisten Halbzeitpunkte eines Spiels zweier Teams von 169 zwischen den Warriors und den Knickerbockers am 2. März wurden neun Jahre später von dem anderen Philadelphia-Team und 1984 von den San Antonio Spurs geschlagen. Selbst der höchste Saisonpunkteschnitt der Philadelphia Warriors von 125,4 Punkten pro Spiel wurde 1981/82 von den Denver Nuggets um mehr als einen Punkt übertroffen. Bis heute geblieben sind nur die Teamrekorde aus Wilt Chamberlains 78-Punkte-Spiel in drei Verlängerungen vom 8. Dezember 1961 gegen die Lakers: Die meisten Korbwürfe der Warriors (153), beider Teams (291) und die meisten Rebounds beider Teams (188, Philadelphia 98, Los Angeles 90). Die Boston Celtics indes kombinierten als erstes Team 60 Saisonsiege und hatten mit 9,2 Punkten pro Spiel den größten durchschnittlichen Punktevorsprung seit den Washington Capitols von 1947, die ebenfalls von Red Auerbach gecoacht worden waren. Zu den Saisonrekorden gehört auch die Zahl von sechs Spielern, die über 30 Punkte pro Spiel erzielten: Chamberlain, Bellamy, Pettit, Jerry West, Baylor und Robertson. Keiner der Celtics kommt in dieser Disziplin unter die Top Ten, doch sie hatten allein sechs Spieler, die regelmäßig zweistellig punkteten.[12]

## Abschlusstabellen
Pl. = Rang,  = Für die Playoffs qualifiziert, Sp = Anzahl der Spiele, S—N = Siege—Niederlagen, % = Siegquote (Siege geteilt durch Anzahl der bestrittenen Spiele), GB = Rückstand auf den Führenden der Division in der Summe von Sieg- und Niederlagendifferenz geteilt durch zwei, Heim = Heimbilanz, Ausw. = Auswärtsbilanz, Neutr. = Bilanz auf neutralem Boden, Div. = Bilanz gegen die Divisionsgegner

### Eastern Division
| Pl. | Mannschaft            | Sp | S—N   | %    | GB | Heim  | Ausw. | Neutr. | Div.  |
| --- | --------------------- | -- | ----- | ---- | -- | ----- | ----- | ------ | ----- |
| 1.  | Boston Celtics        | 80 | 60—20 | .750 | —  | 23—50 | 26—12 | 11—30  | 26—10 |
| 2.  | Philadelphia Warriors | 80 | 49—31 | .613 | 11 | 23—60 | 12—21 | 11—60  | 18—18 |
| 3.  | Syracuse Nationals    | 80 | 41—39 | .513 | 19 | 18—10 | 11—19 | 12—10  | 17—19 |
| 4.  | New York Knicks       | 80 | 29—51 | .363 | 31 | 19—14 | 02—23 | 08—14  | 11—25 |

### Western Division
| Pl. | Mannschaft           | Sp | S—N   | %    | GB | Heim  | Ausw. | Neutr. | Div.  |
| --- | -------------------- | -- | ----- | ---- | -- | ----- | ----- | ------ | ----- |
| 1.  | 0Los Angeles Lakers0 | 80 | 54—26 | .675 | —  | 26—50 | 18—13 | 10—80  | 33—13 |
| 2.  | Cincinnati Royals    | 80 | 43—37 | .538 | 11 | 18—13 | 14—16 | 11—80  | 17—29 |
| 3.  | Detroit Pistons      | 80 | 37—43 | .463 | 17 | 16—14 | 08—17 | 13—12  | 24—22 |
| 4.  | St. Louis Hawks      | 80 | 29—51 | .363 | 25 | 19—16 | 07—27 | 03—80  | 16—30 |
| 5.  | Chicago Packers      | 80 | 18—62 | .225 | 36 | 09—19 | 03—20 | 06—23  | 10—30 |

## Ehrungen
- All-Star Game MVP 1962: Bob Pettit, St. Louis Hawks
- Most Valuable Player 1961/62: Bill Russell, Boston Celtics
- Rookie of the Year 1961/62: Walt Bellamy, Chicago Packers

| - All-NBA First Team: - Bob Pettit, St. Louis Hawks - Elgin Baylor, Los Angeles Lakers - Wilt Chamberlain, Philadelphia Warriors - Jerry West, Los Angeles Lakers - Oscar Robertson, Cincinnati Royals | - All-NBA Second Team: - Tom Heinsohn, Boston Celtics - Jack Twyman, Cincinnati Royals - Bill Russell, Boston Celtics - Richie Guerin, New York Knickerbockers - Bob Cousy, Boston Celtics |

## Führende Spieler in Einzelwertungen
| Kategorie       | Spieler          | Mannschaft            | Wert   |
| --------------- | ---------------- | --------------------- | ------ |
| Punkte          | Wilt Chamberlain | Philadelphia Warriors | 4029   |
| Wurfquote †     | Walt Bellamy     | Chicago Packers       | 51,9 % |
| Freiwurfquote ‡ | Dolph Schayes    | Syracuse Nationals    | 89,7 % |
| Assists         | Oscar Robertson  | Cincinnati Royals     | 899    |
| Rebounds        | Wilt Chamberlain | Philadelphia Warriors | 2052   |

† 200 Körbe nötig. Chamberlain nahm 3159 Schüsse und traf 1597 mal.

‡ 200 Freiwürfe nötig. Schayes traf 286 von 319.
- Wilt Chamberlain von den Philadelphia Warriors stand mit 3882 Minuten in 80 Spielen (davon 79 ohne Auswechslung) am bislang längsten auf dem Spielfeld. In einem Spiel, das regulär 48 Minuten dauert, kam er auf einen nie wieder erreichten Schnitt von 48,5 Minuten pro Spiel. In ihrer gesamten Karriere kamen die Hauptakteure der Saison – Chamberlain, Russell und Robertson – auf 45,8, 42,3 und 42,2 Minuten pro Spiel.
- Mit 330 beging Tom Meschery von den Philadelphia Warriors die meisten Fouls. Walter Dukes von den Detroit Pistons war mit insgesamt 20 mal am häufigsten fouled out. Er führte die Liga zwischen 1958/59 und 1961/62 viermal in Folge in Disqualifikationen an, lediglich Shawn Kemp und Boogie Cousins mussten in insgesamt fünf Spielzeiten am häufigsten das Feld räumen. Dukes hat die höchste Disqualifikationsquote (in mehr als einem Fünftel aller Spiele flog er vom Feld) und wird lediglich in der Gesamtzahl der Platzverweise von Vern Mikkelsen übertroffen. An dieser Stelle sei auch der Verweis auf Wilt Chamberlains verblüffendsten statistischen Wert erlaubt: Er wurde kein einziges Mal disqualifiziert.[13]
- Bis zur Saison 1968/69 wurden den Statistiken in den Kategorien „Punkte“, „Assists“ und „Rebounds“ die insgesamt erzielten Leistungen zu Grunde gelegt und nicht die Quote pro Spiel.[14]
- Chamberlains unerreichte 4029 Punkte ergaben auch den besten Punkteschnitt aller Zeiten mit 50,4 Punkten pro Spiel. Seine Wurfquote, die zweitbeste nach Bellamy, betrug 50,6 %. Er traf 1597 seiner 3159 Würfe, beides Spitzenwerte bis heute. Walt Bellamys 2495 Punkte und sein Punkteschnitt von 31,6 sind die besten Leistungen eines Rookies nach Chamberlain zwei Jahre zuvor.
- Dolph Schayes hatte zum dritten Mal die beste Freiwurfquote. Er verwandelte die einundzwanzigstmeisten Freiwürfe. Chamberlain führte die Liga erneut in Freiwurfversuchen an und bekam mit 1363 die meisten Versuche aller Zeiten zugesprochen. Am 2. März verwandelte er 28 Freiwürfe, die meisten eines einzelnen Spielers und nur von Adrian Dantley 1983/84 ebenfalls erreicht. Chamberlains 835 Freiwürfe der Saison taugen für die zweithöchste Freiwurfzahl aller Zeiten.
- Oscar Robertson gewährte 11,4 Assists pro Spiel. Seine Karrierequote ist die vierthöchste mit 9,5. Was Robertsons Assistquote besonders macht, ist die Tatsache, dass viele gegenwärtige Assists zu seiner Zeit nicht gewertet worden wären, da dem Korb lediglich der gefangene Pass vorausgehen durfte.[15] Robertson erzielte 41 Triple-Doubles 1961/62 und davon 7 in Folge. Er hatte im Durchschnitt ein Saison-Triple-Double. Auch diese Leistung wirkte über mehr als 50 Jahre unwirklich. In der Saison 2016/17 übertraf ihn Russell Westbrook um ein Triple-Double bei zwei zusätzlichen Spielen. Das soll Westbrooks Leistung nicht schmälern, er erzielte 2018/19 11 Triple-Doubles in Folge und hat das Saison-Triple-Double mehrfach erreicht. Erst am 10. Mai 2021 konnte Westbrook Robertsons Karriere-Rekord von 181 Triple-Doubles brechen.
- Insgesamt kamen sechs Spieler auf über 1000 Rebounds. Wilt Chamberlains 2052 Bretter bedeuteten eine Quote von 25,7 Rebounds pro Spiel.

## Playoffs-Baum
|  | Division-Halbfinals | Division-Halbfinals   | Division-Halbfinals |  |  | Division-Finals | Division-Finals       | Division-Finals |  |    | NBA-Finals         | NBA-Finals     | NBA-Finals |
|  |                     |                       |                     |  |  |                 |                       |                 |  |    |                    |                |            |
|  | Western Division    | Western Division      | Western Division    |  |  | W1              | Los Angeles Lakers    | 4               |  |    |                    |                |            |
|  | W2                  | Cincinnati Royals     | 1                   |  |  | W2              | Detroit Pistons       | 2               |  |    |                    |                |            |
|  | W3                  | Detroit Pistons       | 3                   |  |  |                 |                       |                 |  | W1 | Los Angeles Lakers | 3              |            |
|  |                     |                       |                     |  |  |                 |                       |                 |  |    | E1                 | Boston Celtics | 4          |
|  | Eastern Division    | Eastern Division      | Eastern Division    |  |  | E2              | Philadelphia Warriors | 3               |  |    |                    |                |            |
|  | E2                  | Philadelphia Warriors | 3                   |  |  | E1              | Boston Celtics        | 4               |  |    |                    |                |            |
|  | E3                  | Syracuse Nationals    | 2                   |  |  |                 |                       |                 |  |    |                    |                |            |

## Playoffs-Ergebnisse
Die Playoffs begannen am 16. März und wurden in der ersten Runde nach dem Modus „Best of Five“ ausgetragen, die Division-Finals und die NBA-Finals nach dem Modus „Best of Seven“. Die Divisionssieger hatten ein Freilos in der ersten Runde.
Bob Cousy von den Celtics gewährte 123 Assists, Bill Russell errang 370 Rebounds und Elgin Baylor von den Lakers erzielte 502 Punkte in der Postseason.
Es gab mehrere epische Playoff-Serien in diesem Jahr. Zunächst stellte Wilt Chamberlain einen neuen Playoff-Punkterekord mit seinen 56 Punkten am 22. März gegen die Syracuse Nationals auf, nur um dreieinhalb Wochen später von Elgin Baylor übertroffen zu werden. Bis heute hat lediglich Michael Jordan in einem Playoffspiel mehr Punkte erzielt bei zwei Verlängerungen. Im selben Spiel nahm Chamberlain 48 Würfe, nur Rick Barry kam fünf Jahre später auf die gleiche Zahl.
In den Western Division-Finals erzielten die Lakers 735 Punkte in sechs Spielen, bisher nur von den Philadelphia 76ers 1967 und den Golden State Warriors 2019 übertroffen (Stand: 2020). Elgin Baylor warf sich aber langsam warm und begann seine Serie von elf Playoff-Spielen mit 30 oder mehr Punkten hintereinander zwischen dem 27. März und dem 18. April. Die Eastern Division-Finals gingen über die gesamte Distanz und sahen die Celtics am Ende als Sieger hervorgehen. Die Franchise-Spieler Chamberlain und Russell komplimentierten sich hernach gegenseitig. Chamberlain war für Russell nur schwer zu verteidigen, deswegen verlegte er sich auf einen Satz von sechs unterschiedlichen Verteidigungsstrategien, die sämtlich einen statistischen Ansatz seiner Neutralisation hatten.

### Eastern Division-Halbfinals
Philadelphia Warriors 3, Syracuse Nationals 2

Freitag, 16. März: Philadelphia 110 – 103 Syracuse

Sonntag, 18. März: Syracuse 82 – 97 Philadelphia

Montag, 19. März: Philadelphia 100 – 101 Syracuse

Dienstag, 20. März: Syracuse 106 – 99 Philadelphia

Donnerstag, 22. März: Philadelphia 121 – 104 Syracuse

### Western Division-Halbfinals
Detroit Pistons 3, Cincinnati Royals 1

Freitag, 16. März: Detroit 123 – 122 Cincinnati

Sonnabend, 17. März: Cincinnati 129 – 107 Detroit

Sonntag, 18. März: Detroit 118 – 107 Cincinnati

Dienstag, 20. März: Cincinnati 111 – 112 Detroit

### Eastern Division-Finals
Boston Celtics 4, Philadelphia Warriors 3

Sonnabend, 24. März: Boston 117 – 89 Philadelphia

Dienstag, 27. März: Philadelphia 113 – 106 Boston

Mittwoch, 28. März: Boston 129 – 114 Philadelphia

Sonnabend, 31. März: Philadelphia 110 – 106 Boston

Sonntag, 1. April: Boston 119 – 104 Philadelphia

Dienstag, 3. April: Philadelphia 109 – 99 Boston

Donnerstag, 5. April: Boston 109 – 107 Philadelphia

### Western Division-Finals
Los Angeles Lakers 4, Detroit Pistons 2

Sonnabend, 24. März: Los Angeles 132 – 108 Detroit

Sonntag, 25. März: Los Angeles 127 – 112 Detroit

Dienstag, 27. März: Detroit 106 – 111 Los Angeles

Donnerstag, 29. März: Detroit 118 – 117 Los Angeles

Sonnabend, 31. März: Los Angeles 125 – 132 Detroit

Dienstag, 3. April: Detroit 117 – 123 Los Angeles

## NBA-Finals

### Boston Celtics vs. Los Angeles Lakers
Endlich gab es ein Finale beider Küsten und endlich trafen sich die beiden Rekordmeister der NBA in den Finals. Die Paarung war ausgeglichen, ging über die volle Distanz inklusive dramatischer Verlängerung und sah insgesamt vier Auswärtssiege. Das letzte Spiel der Serie war besonders hitzig: In keinem Finalspiel wurden je mehr Spieler einer Begegnung (7) und eines Teams (4 Boston-Spieler) des Feldes verwiesen.
Elgin Baylor erzielte die meisten Punkte (61) und die meisten Körbe (46) aller Finalspiele am 14. April, sowie die meisten Punkte (284), Würfe (235), Körbe (101), Freiwürfe (99) und Freiwurfverwandlungen (82) einer Sieben-Spiele-Finalserie für die Lakers. Als Team erzielte Boston die zweitmeisten Punkte und die zweitbeste Freiwurfquote, übertroffen nur durch sich selbst in der Finalserie von 1966 gegen das gleiche Team. Bill Russell spielte 338 Minuten in der Serie – nur Kareem Abdul-Jabbar stand 1974 sieben Minuten länger auf dem Feld – und errang unerreichte 189 Rebounds (Stand: 2020).
Die Finalergebnisse:

Sonnabend, 7. April: Boston 122— 108 Los Angeles

Sonntag, 8. April: Boston 122 – 129 Los Angeles

Dienstag, 10. April: Los Angeles 117 – 115 Boston

Mittwoch, 11. April: Los Angeles 103 – 115 Boston

Sonnabend, 14. April: Boston 121 – 126 Los Angeles

Montag, 16. April: Los Angeles 105 – 119 Boston

Mittwoch, 18. April: Boston 110 – 107 Los Angeles (n. V.)
Die Boston Celtics werden mit 4—3 Siegen zum fünften Mal und zum vierten Mal in Folge NBA-Meister.

## Die Meistermannschaft der Boston Celtics
| Carl Braun, Kapitän Bob Cousy, Gene Guarilia, Tom Heinsohn, K. C. Jones, Sam Jones, Jim Loscutoff, Gary Phillips, Frank Ramsey, Bill Russell, Tom Sanders Head Coach Red Auerbach |